# 基希采尔
基希采尔是德国巴伐利亚州的一个市镇。总面积63.86平方公里，总人口2291人，其中男性1175人，女性1116人（2011年12月31日），人口密度36人/平方公里。